# Вокзальний провулок (Житомир)
Вокзальний провулок — провулок в Корольовському районі міста Житомира.

## Характеристики
Провулок розташований в привокзальній частині міста. Розташований всередині кварталу, утвореного вулицями Київською, Вокзальною, Гоголівською та Івана Сльоти. Бере початок за будинком № 126 вулиці Київській, прямує на південний схід до з'єднання з Гоголівською вулицею.
Забудова провулка представлена переважно 5-9-поверховими житловими будинками (1970-х — 1980-х рр. побудови). Наявні декілька садиб першої половини ХХ ст.

## Історія
Провулок сформувався наприкінці ХІХ ст. Показаний на плані 1897 року. Був довшим, оскільки з'єднував Київську вулицю з Вацківським провулком, який пролягав південніше нинішньої Гоголівської вулиці (на сьогодні ця ділянка Вацківського провулка не існує). Первинна забудова провулка, що представлена одноповерховими садибами, здебільшого сформувалася до початку ХХ ст.
Наприкінці 1960-х років провулок все ще завершувався південніше Гоголівської вулиці, у Вацківському провулку. У 1970-х роках кінець Вокзального провулка, як і кінець Вацківського провулка зникли й забудовані п'ятиповерховими житловими будинками. На місці завершення Вокзального провулка та його з'єднання з Вацківським провулком збудовано п'ятиповерховий житловий будинок № 104 по вулиці Гоголівській. Відтоді Вокзальний провулок завершується на Гоголівській вулиці.  
На початку 1980-х років забудову початку провулка знесено у зв'язку з будівництвом трьохсекційної дев'ятиповерхівки № 126 по вулиці Київській. Нова дев'ятиповерхівка перекрила вихід провулка до Київської вулиці. 
Протягом 1970-х років забудова Вокзального провулка зазнала докорінних змін. Більшість старих садиб було знесено для побудови п'ятиповерхових житлових будинків № 8, 10, 12 по вулиці Вокзальній та нових п'ятиповерхівок №10, 12 по провулку Вокзальному. 